# Municipio de Castle Grove
El municipio de Castle Grove (en inglés: Castle Grove Township) es un municipio ubicado en el condado de Jones en el estado estadounidense de Iowa. En el año 2010 tenía una población de 382 habitantes y una densidad poblacional de 4,09 personas por km².

## Geografía
El municipio de Castle Grove se encuentra ubicado en las coordenadas 42°15′10″N 91°18′19″O / 42.25278, -91.30528. Según la Oficina del Censo de los Estados Unidos, el municipio tiene una superficie total de 93.38 km², de la cual 93,38 km² corresponden a tierra firme y (0 %) 0 km² es agua.

## Demografía
Según el censo de 2010, había 382 personas residiendo en el municipio de Castle Grove. La densidad de población era de 4,09 hab./km². De los 382 habitantes, el municipio de Castle Grove estaba compuesto por el 98,43 % blancos, el 0,52 % eran asiáticos, el 0,26 % eran de otras razas y el 0,79 % eran de una mezcla de razas. Del total de la población el 0,52 % eran hispanos o latinos de cualquier raza.